# Communauté de communes Bigorre-Adour-Échez
La communauté de communes Bigorre-Adour-Échez est une ancienne communauté de communes française, située dans le département des Hautes-Pyrénées et la région Occitanie. Cette structure est dissoute le 31 décembre 2016 et est remplacée par la Communauté d'agglomération Tarbes-Lourdes-Pyrénées.

## Historique
Créée le 1er janvier 2013.

### Communes adhérentes
| Nom           | Code Insee | Gentilé       | Superficie (km2) | Population (dernière pop. légale) | Densité (hab./km2) |
| ------------- | ---------- | ------------- | ---------------- | --------------------------------- | ------------------ |
| Bazet (siège) | 65072      | Bazétois      | 2,84             | 1 608 (2014)                      | 566                |
| Aurensan      | 65048      | Aurensannais  | 7,11             | 783 (2014)                        | 110                |
| Gayan         | 65189      | Gayanais      | 2,78             | 261 (2014)                        | 94                 |
| Lagarde       | 65244      | Lagardais     | 4,91             | 503 (2014)                        | 102                |
| Oursbelille   | 65350      | Oursbelillois | 11,33            | 1 224 (2014)                      | 108                |
| Sarniguet     | 65406      | Sanguinetois  | 2,07             | 245 (2014)                        | 118                |

## Démographie
| 2011  | 2012  |
| ----- | ----- |
| 4 625 | 4 605 |

## Liste des Présidents successifs
| Période                                  | Période          | Identité         | Étiquette | Qualité                        |
| ---------------------------------------- | ---------------- | ---------------- | --------- | ------------------------------ |
| 2013                                     | 10 avril 2014    | Évelyne Ricart   | PCF       | Maire d'Aurensan depuis 2008   |
| 10 avril 2014                            | 31 décembre 2016 | Jacques Lahoille | FdG       | Adjoint au Maire d'Oursbelille |
| Les données manquantes sont à compléter. |                  |                  |           |                                |